# Tinea belonota
Tinea belonota är en fjärilsart som beskrevs av Edward Meyrick 1888. Tinea belonota ingår i släktet Tinea och familjen äkta malar. Inga underarter finns listade i Catalogue of Life.